# Pontificia accademia per la vita
La Pontificia accademia per la vita, con sede nello Stato della Città del Vaticano, è stata istituita da papa Giovanni Paolo II con il motu proprio Vitae mysterium, dell'11 febbraio 1994. La Pontificia Accademia per la Vita ha come fine la difesa e la promozione del valore della vita umana e della dignità della persona.

## Descrizione
Secondo lo statuto, il compito specifico dell'Accademia è di:
a) studiare, in un’ottica interdisciplinare, i problemi riguardanti la promozione e la difesa della vita umana;
b) formare ad una cultura della vita (per la parte che le è propria) attraverso opportune iniziative e sempre nel pieno rispetto del Magistero della Chiesa;
c) informare in maniera chiara e tempestiva i responsabili della Chiesa, le varie istituzioni di scienze biomediche e delle organizzazioni socio-sanitarie, i mezzi di comunicazione e la comunità civile in genere, sui risultati più rilevanti delle proprie attività di studio e di ricerca (cfr Vitae mysterium, 4).
L’Accademia ha un compito di natura prevalentemente scientifica, per la promozione e difesa della vita umana (cfr Vitae mysterium, 4). In particolare studia i vari aspetti che riguardano la cura della dignità della persona umana nelle diverse età dell’esistenza, il rispetto reciproco fra generi e generazioni, la difesa della dignità di ogni singolo essere umano, la promozione di una qualità della vita umana che integri il valore materiale e spirituale, nella prospettiva di un’autentica “ecologia umana”, che aiuti a ritrovare l’equilibrio originario della Creazione tra la persona umana e l’intero universo (cfr Chirografo, 15 agosto 2016).
Nell’adempimento dell’attività la Pontificia Accademia per la Vita coopera con i Dicasteri della Curia romana, primi fra tutti la Segreteria di Stato e il Dicastero per i Laici, la Famiglia e la Vita, nel rispetto delle rispettive competenze e in spirito di collaborazione.
Al fine poi di promuovere e diffondere la cultura della vita, l’Accademia mantiene stretti contatti con le Istituzioni universitarie, le Società scientifiche e i Centri di ricerca che seguono i vari temi connessi con la vita.
La Pontificia Accademia per la Vita si compone di una Presidenza, di un Ufficio Centrale e di Membri, detti anche Accademici.
La Presidenza è formata dal Presidente, dal Cancelliere e dal Consiglio Direttivo. La direzione ed il governo delle attività ordinarie e straordinarie dell'Accademia spettano al Presidente, insieme al Cancelliere, coadiuvati dal Consiglio Direttivo. Fa parte della Presidenza anche il Consigliere Ecclesiastico.
a) Il Presidente è nominato dal Sommo Pontefice, rimane in carica per il periodo indicato nel biglietto di nomina e può essere riconfermato nell'incarico.
b) Il Presidente rappresenta ufficialmente la Pontificia Accademia, la dirige in tutte le sue attività e ne risponde di fronte al Santo Padre; convoca e presiede il Consiglio Direttivo, stabilisce l'ordine del giorno e dà esecuzione alle deliberazioni del Consiglio stesso. Egli convoca e presiede pure le tornate dell'Accademia. Il Presidente può avvalersi della collaborazione straordinaria dei singoli Membri.
Il Cancelliere, nominato dal Sommo Pontefice per il periodo indicato nel biglietto di nomina, può essere riconfermato nell'incarico.
b) Il Cancelliere può rappresentare la Pontificia Accademia per la Vita a nome del Presidente, collabora con lui alla direzione e al governo delle attività dell'Accademia.
Il Consiglio Direttivo della Pontificia Accademia per la Vita è composto dal Presidente, da un eventuale Vice-Presidente, dal Cancelliere e da sei Consiglieri nominati dal Sommo Pontefice, dei quali quattro sono scelti tra i Membri Ordinari dell’Accademia, il quinto è proposto dal Dicastero per i Laici, la Famiglia e la Vita ed il sesto è il Preside del Pontificio Istituto Giovanni Paolo II per studi su matrimonio e famiglia. Ciascun Consigliere rimane in carica cinque anni e può essere riconfermato nell'incarico.
b) Il Consiglio Direttivo si riunisce in seduta ordinaria almeno due volte l’anno per deliberare gli indirizzi generali delle attività ordinarie ed affrontare eventuali questioni particolari legate alla vita dell'Accademia.
c) Il Consiglio Direttivo può riunirsi in seduta straordinaria per esaminare questioni di grave ed indifferibile urgenza.
In tali sedute hanno diritto di voto tutti i componenti del Consiglio Direttivo presenti.
d) Il Consiglio Direttivo sceglie e nomina, anche valutando proposte esterne, i Membri corrispondenti della Pontificia Accademia per la Vita, approva i programmi di studio delle Assemblee Generali e delle attività formative, contribuendo all'indirizzo generale dei programmi annuali.
L'Ufficio Centrale della Pontificia Accademia per la Vita ha sede in Vaticano. Esso costituisce l'organo esecutivo della Presidenza, per l'impostazione, l’attuazione e il coordinamento delle attività accademiche. Tale Ufficio svolge le sue funzioni secondo le direttive del Presidente e del Cancelliere.
Per meglio ordinare le proprie attività, l'Ufficio Centrale è strutturato in due sezioni: la sezione scientifica e la sezione tecnico-amministrativa o Segreteria.
La sezione scientifica si occupa delle attività accademiche di studio e ricerca, in base alle finalità statutarie ed ai compiti specifici della Pontificia Accademia per la Vita (cfr Art. 1).
A tal fine, essa si articola in tre aree settoriali: studio, formazione e informazione.
La sezione tecnico-amministrativa si occupa delle attività di segreteria ed amministrazione dell'Accademia.
Fanno parte della Pontificia Accademia per la Vita i Membri ordinari Archiviato il 19 maggio 2018 in Internet Archive., i Membri corrispondenti Archiviato il 26 giugno 2018 in Internet Archive., i Membri onorari Archiviato il 26 giugno 2018 in Internet Archive. e i Membri giovani ricercatori Archiviato il 26 giugno 2018 in Internet Archive.. La nomina a Membro dell’Accademia richiede l’accertata disponibilità a collaborare con l’Accademia in spirito di servizio, unicamente per l’adempimento dei suoi compiti specifici.
I Membri ordinari possono raggiungere un numero massimo di settanta. Essi sono nominati per un quinquennio dal Santo Padre, sentito il parere del Consiglio Direttivo, in base ai loro titoli accademici, a provata serietà e competenza professionale, al fedele servizio a difesa e promozione del diritto alla vita di ogni persona umana.
I Membri ordinari al termine del quinquennio possono essere riconfermati per successivi mandati fino al compimento dell’ottantesimo anno di età.
Sono nominati dal Santo Padre Membri onorari alcuni Accademici, legati in maniera particolare alla vita e all’attività dell’Accademia.
Gli Accademici sono scelti, senza alcuna discriminazione religiosa, fra le personalità ecclesiastiche, religiose e laiche appartenenti a diverse nazionalità, esperti nelle discipline attinenti alla vita umana (medicina, scienze biologiche, teologia, filosofia, antropologia, diritto, sociologia, ecc.)
I nuovi Accademici si impegnano a promuovere e difendere i principi circa il valore della vita e della dignità della persona umana, interpretati in modo conforme al Magistero della Chiesa.
Gli Accademici sono tenuti a partecipare alle Assemblee Generali, dove presentano comunicazioni, note e memorie scientifiche; discutono, votano ed hanno diritto di proporre al Consiglio Direttivo nomine e temi di studio e di ricerca.
La qualifica di Accademico può essere revocata, secondo la procedura prevista dal Regolamento proprio dell’Accademia, nel caso di una pubblica e deliberata azione o dichiarazione palesemente contraria a detti principi, oppure gravemente offensiva della dignità e credibilità della Chiesa Cattolica e della stessa Accademia.
Incarichi politici istituzionali, nel proprio Paese o all'estero, non sono compatibili con la nomina e l'esercizio dell'ufficio di Membro della Pontificia Accademia per la Vita.
Le attività ordinarie
L'attività scientifica ed interdisciplinare della Pontificia Accademia per la Vita dovrà mantenere uno stretto collegamento con gli organismi e le istituzioni mediante le quali la Chiesa è presente nel mondo delle scienze biomediche, della salute e delle organizzazioni sanitarie, offrendo la propria collaborazione ai medici ed ai ricercatori anche non cattolici e non cristiani, che riconoscono, come fondamento morale essenziale della scienza e dell'arte medica, la dignità dell'uomo e l'inviolabilità della vita umana, dal concepimento alla morte naturale, così come sono proposte dal Magistero della Chiesa.
Per il raggiungimento dei suoi fini statutari (cfr Art. 1), la Pontificia Accademia per la Vita:
a) organizza ogni anno un'Assemblea Generale, a cui partecipano tutti i Membri;
b) convoca e coordina le attività di gruppi di lavoro, a carattere nazionale ed internazionale;
c) studia le legislazioni vigenti nei diversi Paesi e gli orientamenti di politica sanitaria internazionale, nonché le principali correnti di pensiero, che hanno incidenza sulla cultura contemporanea della vita;
d) pubblica i risultati dei suoi studi e delle sue ricerche e diffonde le sue proposte culturali ed operative attraverso pubblicazioni ed altri mezzi di comunicazione di massa;
e) organizza Convegni nazionali ed internazionali su tematiche bioetiche di grande interesse;
f) organizza iniziative di formazione in bioetica, vi partecipa ed offre il proprio contributo;
g) partecipa con rappresentanti alle più importanti iniziative scientifiche, biomediche, giuridiche, politiche, filosofiche, antropologiche, caritativo-assistenziali, morali, pastorali, ecc., attinenti alle finalità dell'Accademia stessa.

## Cronotassi

### Presidenti
- Jérôme Lejeune † (febbraio 1994 - 3 aprile 1994 deceduto)
- Juan de Dios Vial Correa † (aprile 1994 - dicembre 2004 dimesso)
- Elio Sgreccia † (dicembre 2004 - 17 giugno 2008 ritirato)
- Rino Fisichella (17 giugno 2008 - 30 giugno 2010 nominato presidente del Pontificio consiglio per la promozione della nuova evangelizzazione)
- Ignacio Carrasco de Paula (30 giugno 2010 - 15 agosto 2016 ritirato)
- Vincenzo Paglia (15 agosto 2016 - 21 aprile 2025 cessato)
- Renzo Pegoraro, dal 27 maggio 2025

### Cancellieri
- Ignacio Carrasco de Paula (3 gennaio 2005 - 30 giugno 2010 nominato presidente della medesima accademia)
- Renzo Pegoraro (12 settembre 2011 - 27 maggio 2025 nominato presidente della medesima accademia)